# Caecoonops apicotermitis
Caecoonops apicotermitis là một loài nhện trong họ Oonopidae.
Loài này thuộc chi Caecoonops. Caecoonops apicotermitis được P. L. G. Benoit miêu tả năm 1964.